# Sårticka
Sårticka (Rigidoporus sanguinolentus) är en svampart som först beskrevs av Alb. & Schwein., och fick sitt nu gällande namn av Donk 1966. Rigidoporus sanguinolentus ingår i släktet Rigidoporus och familjen Meripilaceae.   Inga underarter finns listade i Catalogue of Life.
I den svenska databasen Dyntaxa används istället namnet Physisporinus sanguinolentus för samma taxon.  Arten är reproducerande i Sverige.